# Horváth Imre (plébános)
Horváth Imre (Szerencs, 1816. szeptember 9. – Szerencs, 1888. november 23.) katolikus plébános.

## Életútja
Horváth József és Veletzki Katalin fia. 1839. október 16-án fölszenteltetett és káplán volt Boldogkőváralján, Szántón, Sárospatakon, Sátoraljaújhelyen és Kassán 1851-ben Ináncson volt adminisztrátor, aztán Felsővadászon. Később ismét segédlelkész Kassán, 1853-ban adminisztrátor Szerencsen; 1860-ban ugyanott plébános; 1886-ban tiszteletbeli kanonok és szentszéki ülnök. Jeles hitszónok volt, egész vagyonát a szerencsi szegényház javára hagyta. Elhunyt 1888. november 23-án végelgyengülésben, örök nyugalomra helyezték november 25-én.
1849-ben a függetlenség kihirdetésekor szép hatású beszédet tartott, melyet a város kinyomatott.